# Krze (Olkusz)
Pour les articles homonymes, voir Krze.
Krze est une localité polonaise de la gmina de Bolesław, située dans le powiat d'Olkusz en voïvodie de Petite-Pologne.